# Amsterdamse Baan
De Amsterdamse Baan, of T106, is een ontsluitingsweg in Lijnden die de Ookmeerweg in Amsterdam Nieuw-West verbindt met de A9 in Haarlemmermeer.
Aan de oostkant begint de Amsterdamse Baan waar de Ookmeerweg eindigt, en volgt daarmee de Amsterdamse stadsroute s106, bij de Ringvaart van de Haarlemmermeerpolder en de Wijsentkade met een brug. Deze ophaalbrug, een viaduct over de Ringvaart en de Akerdijk, door de provincie aangeduid als de Lijnderbrug, ligt meer dan 4 meter hoog.

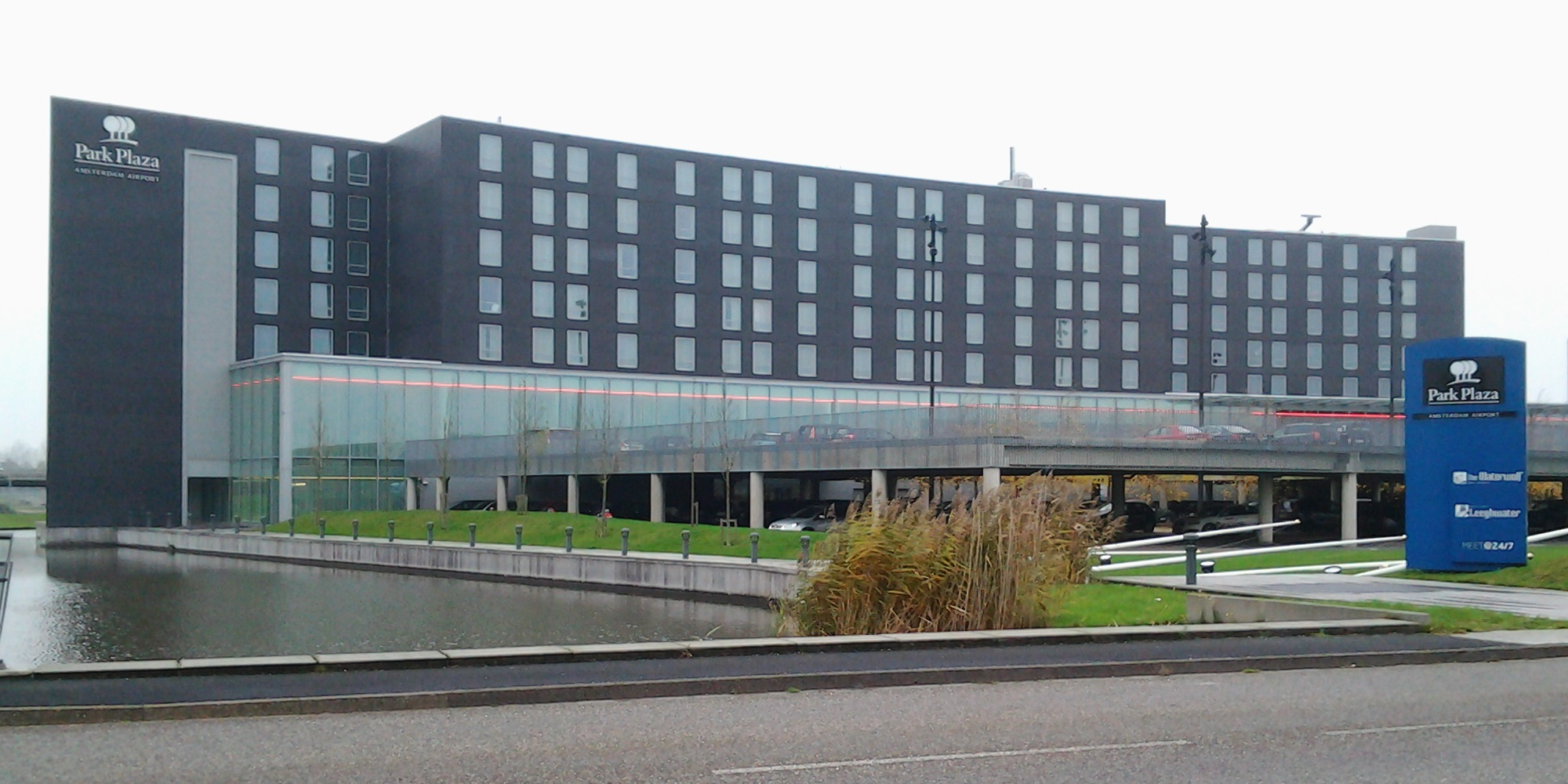
Hotel aan de Amsterdamse Baan

De Amsterdamse Baan is de enige ontsluitingsweg voor het bedrijventerrein Airport Business Park Lijnden (Lijnden-Oost). Daar bevinden zich bedrijven en organisaties die met de luchthaven Schiphol te maken hebben, zoals het hoofdkantoor van Corendon, een kantoor van de IATA, en een hotel (Park Plaza Amsterdam Airport).
Aan de zuidwestkant sluit de Amsterdamse Baan aan op de A9 (aansluiting Badhoevedorp) en op de Schipholweg (N232).
Langs de Amsterdamse Baan ligt een gescheiden fietspad, dat deel uitmaakt van het fietsroutenetwerk en daarmede verbindt met Badhoevedorp, Osdorp, Lijnden en Schiphol.

## Geschiedenis
Plannen voor de weg T106 werden vanaf het begin van de jaren negentig gemaakt door de provincie Noord-Holland, de gemeente Haarlemmermeer en het Amsterdamse stadsdeel Osdorp. In het jaar 2000 gaf de gemeente Haarlemmermeer de straatnaam Amsterdamse Baan aan deze weg, maar de aanduiding T106 wordt nog veel gebruikt door de gemeente en de provincie.